# Ribe Vikingecenter
Ribe Vikingecenter er et oplevelsescenter og frilandsmuseum, der beskæftiger sig med Danmarks vikingetid. Det er beliggende ved landsbyen Lustrup, cirka 2 km syd for Ribe.
Centeret blev etableret i 1992 og ligesom lignende centre er den vigtigste formidlingform historisk levendegørelse.
Centret har et stort antal frivillige, som i deres fritid kommer og "bor" på centret, og lever i den hverdag man mener vikingerne har levet i.
Området tæller en markedsplads fra 700-tallet, en storgård fra 980, et langhus og flere byhuse fra år 825.
Hvert år i starten af sæsonen afholdes et vikingemarked. Her kommer der omkring 300 vikinger fra forskellige reenactmentgrupper og gæster centret. De kommer fra hele verden, men hovedsageligt fra Danmark, Tyskland og Holland. Mange lokale er engagerede i centret.
I 2015 begyndte man opførslen af en trækirke med støtte fra A.P. Møllerfonden. Den opføres med tømmer fra Bregentved Gods af forskellige håndværkere som tømrere, billedskærere og navere. Blandt håndværkerne er bl.a. en tidligere medarbejder fra det lignende museum Middelaldercentret. De største stolper vejer omkring 700 kg, og de dekoreres med tidstypiske billeder.
Ribe Vikingecenter har siden 2010 været godkendt som videnspædagogisk aktivitetscenter.

## Besøgstal
- 2017: 67.317[10]
- 2021: 47.575[1]

## Galleri
- Storgården i 2010
- Ribehuset
- Ansgars Kirke
- Bulhuset
- Gæstgiveriet
- Tinghuset
- Skomagerhuset
- Snedkerværkstedet
- Stalden
- Laden
- Havnen
- Vølvens hytte